# FC Ay-Yildiz Gent
FC Ay-Yildiz Gent was een Belgische voetbalclub uit Gent. De club sloot in 2011 aan bij de KBVB met stamnummer 9578.
In 2016 werd het stamnummer terug ingediend.

## Geschiedenis
Ay-Yildiz, wat in het Turks staat voor ster en halve maan, was al actief in het futsal en maakte in 2011 de overstap naar het veldvoetbal bij de KBVB, waarbij men een stamnummer voor veldvoetbal kreeg. De club ontstond in de Turkse gemeenschap in Gent.
Het eerste seizoen eindigde de club onder in het klassement, maar gestaag ging het beter, een jaar later werd een plaats in de middenmoot behaald en in de lente van 2014 kon men promotie naar Derde Provinciale afdwingen.
Derde Provinciale bleek echter een maatje te groot en Ay-Yildiz eindigde allerlaatste.
Toen ook het seizoen daarop, opnieuw in Vierde Provinciale, geen sportief succes was, men eindigde onderin, besloot men de veldvoetbalclub op te doeken en terug te keren naar het futsal.